# María Dimádi
María Dimádi (en grec moderne : Μαρία Δημάδη 1907 - 31 août 1944), est membre du Front de libération nationale (EAM) pendant l'occupation de la Grèce par les forces de l'Axe. Elle joue le rôle d'espionne de la résistance auprès de la garnison allemande d'Agrínio, fournissant des informations cruciales sur les manœuvres allemandes et sapant l'effort de guerre de l'Axe. Dimádi est exécutée par des collaborateurs grecs, le 31 août 1944.

## Biographie

### Jeunesse
María Dimádi naît en 1907 à Agrínio, dans le royaume de Grèce. Elle grandit dans une famille aisée, son père est Konstantínos Dimádi, gynécologue, sa mère est la fille d'un marchand de tabac. Elle est élevée par plusieurs gouvernantes, étudiant les langues étrangères, apprenant à jouer du piano, peignant et écrivant des poèmes pour le périodique Diaplasi ton Paidon. Elle étudie ensuite la philologie à Hambourg, en Allemagne. 
En 1926, âgée de 19 ans, elle épouse le juge Theódoros Boukogiánnis, donnant ensuite naissance à une fille nommée Charíkleia. Le mariage s'effondre rapidement et Boukogiánnis déménage d'Agrínio avec sa fille. Charíkleia est élevée par sa belle-mère et on lui a dit que sa mère est morte. Le divorce a un impact psychologique important sur Dimádi et elle ne parvient à retrouver sa fille que lorsque celle-ci a eu 16 ans. 
À la fin des années 1930, elle attrape le typhus alors qu'elle passe des vacances à Ágios Vlásios. La maladie laisse une grande cicatrice sur son visage, à la suite d'une plaie gangreneuse. Elle se rend en Allemagne, avec l'aide de son oncle maternel, qui dirige une société d'exportation de tabac dans le pays. Là-bas, elle subit une chirurgie plastique pour enlever la cicatrice, tout en apprenant à parler couramment l'allemand.

### Résistance
Lorsque la guerre italo-grecque éclate, Dimádi organise des cercles de tricotage de femmes agriniotes qui envoient des vêtements à l'armée grecque. Elle se porte également volontaire comme infirmière dans un hôpital local. Après l'occupation de la Grèce par l'Axe, son voisin Konstantínos Kazantzís et son cousin Dimítrios Panópoulos la persuadent de rejoindre l'organisation de résistance du Front de libération nationale (EAM). Sa villa de Plátanos est utilisée pour accueillir le premier congrès de l'EAM dans la région. Elle est également la première femme à rejoindre la Solidarité nationale (el), branche de l'EAM chargée de la protection sociale, en Étolie-Acarnanie.
En 1941, elle postule pour le poste de traductrice à la garnison allemande d'Agrínio, dans l'intention de s'y infiltrer. Dès son embauche, Dimádi commence à faire des copies de documents confidentiels sur les mouvements de troupes allemandes, à détruire des preuves des activités de la résistance et à écouter des conversations et des appels téléphoniques. Elle fait passer les documents par l'intermédiaire d'un employé de station-service, Ioannis Giannoutsos, et du prêtre Konstantinos Papavalis, qu'elle présente comme son oncle. Celui-ci a créé une cache pour les documents, sur son lieu de travail. Dimádi convainc également le commandant de la garnison de l'aider à collecter 50 000 okas de maïs, d'huile d'olive et de blé pour les pauvres de la région. En réalité, seuls 10 000 okas sont  envoyés aux pauvres, le reste étant destiné à l'Armée de libération du peuple grec (ELAS). Dimádi prévient l'ELAS d'une opération de nettoyage allemande de grande envergure visant à détruire le Comité politique de libération nationale en Eurytanie, ce qui permet à l'ELAS de mener une série de batailles de retardement dans des conditions favorables.
Le 7 juillet 1943, la cellule EAM d'Agrínio transfère un message de Dimádi au groupe de l'ELAS base à Ágios Vlásios. Dimádi fournit des détails sur un plan allemand visant à établir une base militaire à Thermos (Étolie), y compris la force allemande et son armement. À 8 heures du matin, le 10 juillet, une colonne allemande de 120 hommes est prise en embuscade par l'ELAS à l'extérieur de Myrtiá. Au cours de la bataille de Myrtia (el) qui s'ensuit, la colonne allemande est dispersée. L'ELAS estime les pertes allemandes à 117 tués et 2 capturés, tandis que les documents d'archives allemands estiment les morts allemands à moins de 25. Le commandement général de l'ELAS est félicité par le maréchal britannique Henry Maitland Wilson, tandis que l'issue de la bataille est également rapportée par Radio Le Caire et Radio Moscou. 
Le 31 août 1944, Dimádi est arrêtée à son domicile par des membres des bataillons de sécurité, puis exécutée par un peloton d'exécution devant le cimetière d'Agia Triada, à Agrinio. L'EAM impute la mort de Dimádi au commandant des bataillons de sécurité Toliopoulos, qui craignait que Dimádi ne fournisse des preuves de sa torture systématique des membres présumés de la résistance à la libération du pays. Ses bourreaux n'ont pas été jugés après la fin de l'occupation de l'Axe.

## Héritage
En 1987, l'ERT diffuse María Dimádi, une série télévisée de huit épisodes, basée sur le récit romancé des activités de Dimádi, écrit par F. Geladopoulos. Le 10 décembre 2006, une nouvelle place, portant le nom de Dimádi, est inaugurée dans la rue Skaltsodimos, à Agrínio.